# Muzeum Przyrodnicze Wolińskiego Parku Narodowego

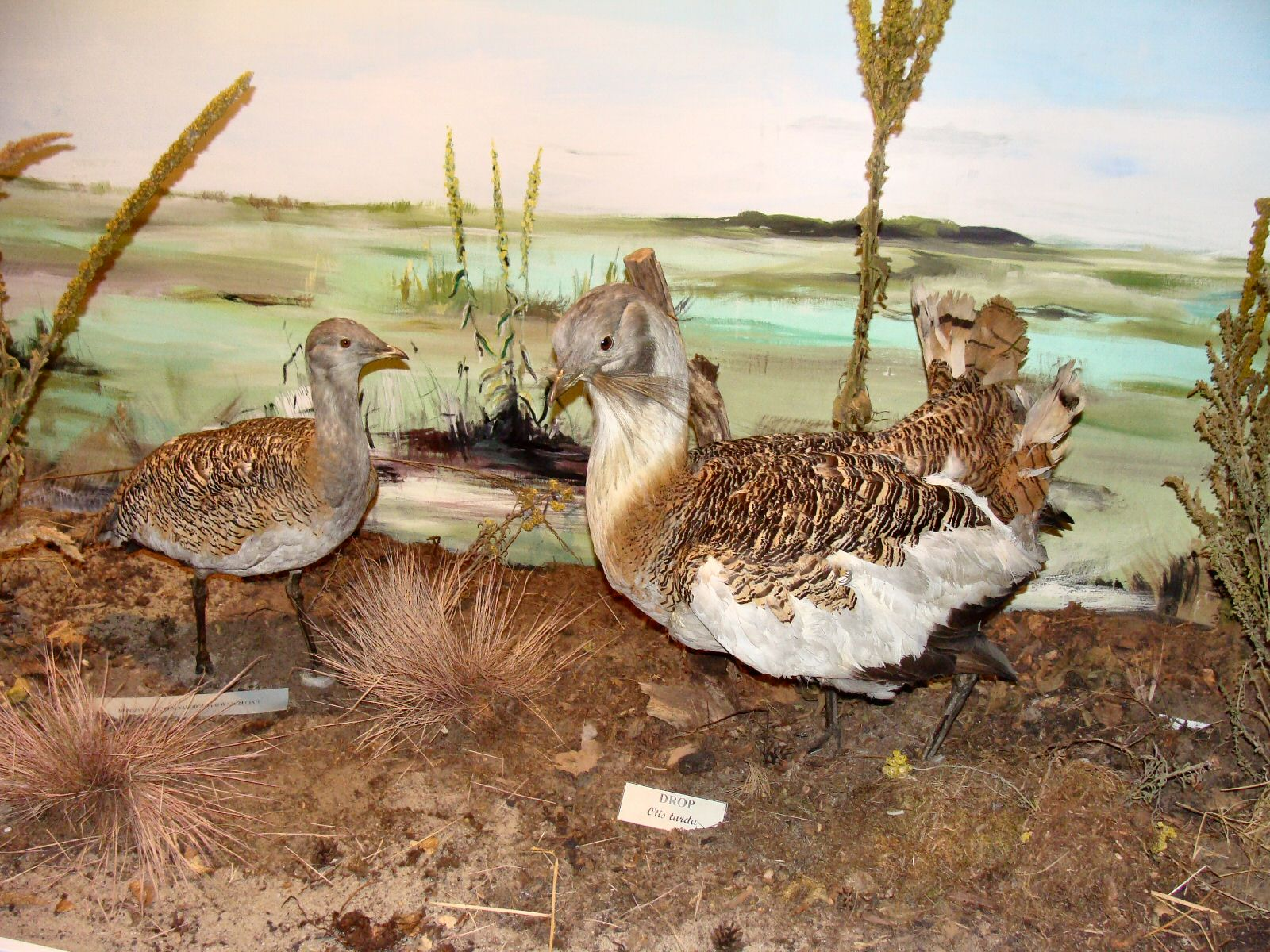
Dropie – fragment ekspozycji Muzeum Przyrodniczego WPN w Międzyzdrojach

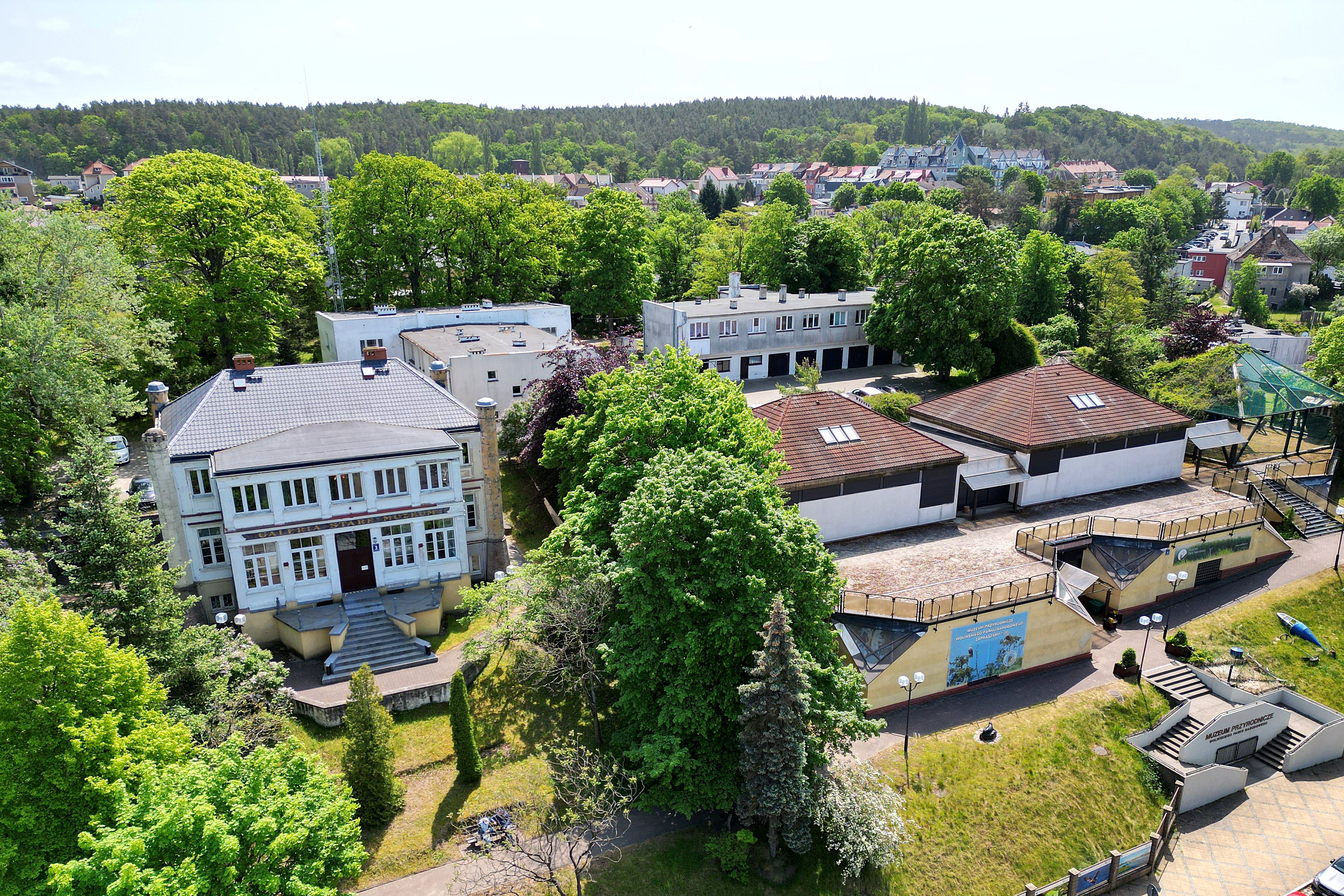
Stara (po lewej) i nowa (po prawej) siedziba Muzeum WPN

Muzeum Przyrodnicze Wolińskiego Parku Narodowego im. prof. dr. Adama Wodziczki – w centrum Międzyzdrojów, na Wzgórzu Filaretów, w ogrodzie o powierzchni 1,46 ha, przy ul. Niepodległości 3a.
Muzealna kolekcja batalionów (130 samców w szacie godowej) uznawana jest za najbogatszą w Polsce. Nowoczesny pawilon otwarty w 1995, z 5 salami o powierzchni całkowitej 900 m², wyróżniony w 1996 nagrodą Ministra Administracji za obiekt roku, prezentuje dioramami bogactwo przyrody Wolińskiego PN. Zobrazowane są tu typowe dla Parku krajobrazy: wybrzeże Zalewu Szczecińskiego, nadmorskie klify (zimą i latem) oraz żubry. Można poznać siedliska kilkudziesięciu gatunków ptaków wodnych, takich jak kormorany, gągoły, łabędzie, zimorodki, perkozy oraz drapieżnych, wśród których wyróżnia się diorama gniazda bielika z pisklętami. Innymi interesującymi rzadkimi okazami, zalatującymi tu z dalekiej północy są lodówki, tracze, nury, alki. Z ssaków zaprezentowano foki szare, a okazy żubrów są z własnej hodowli. Najistotniejsze ekosystemy uzupełnia wystawa geologiczna ze specjalnym wyeksponowaniem bursztynu bałtyckiego.
Centrum Edukacyjno-Muzealne mogące pomieścić 240 osób, to dwie sale konferencyjne wyposażone w wysokiej klasy sprzęt audiowizualny. W wakacje są tu wyświetlane filmy przyrodnicze. 
Obiekt w całości dostosowany jest do potrzeb osób niepełnosprawnych.
Poprzednie muzeum mieściło się w sąsiednim, zabytkowym białym pałacyku z przełomu XIX i XX w., a oficjalną działalność rozpoczęło w 1962.
Roczna frekwencja odwiedzających muzeum kształtuje się na poziomie 20 tysięcy turystów.
Przed Muzeum Przyrodniczym węzeł znakowanych szlaków turystycznych:
- Szlak Nad Bałtykiem i Zalewem Szczecińskim (Świnoujście→ Latarnia Morska Świnoujście→ Międzyzdroje→ Wolin→ Kamień Pomorski→ Dziwnów)
- Szlak Leśny Przez Pojezierze Warnowsko-Kołczewskie (Międzyzdroje→ Żubrowisko→ Warnowo→ Kołczewo)